# Байбулатов, Ирбайхан Адылханович

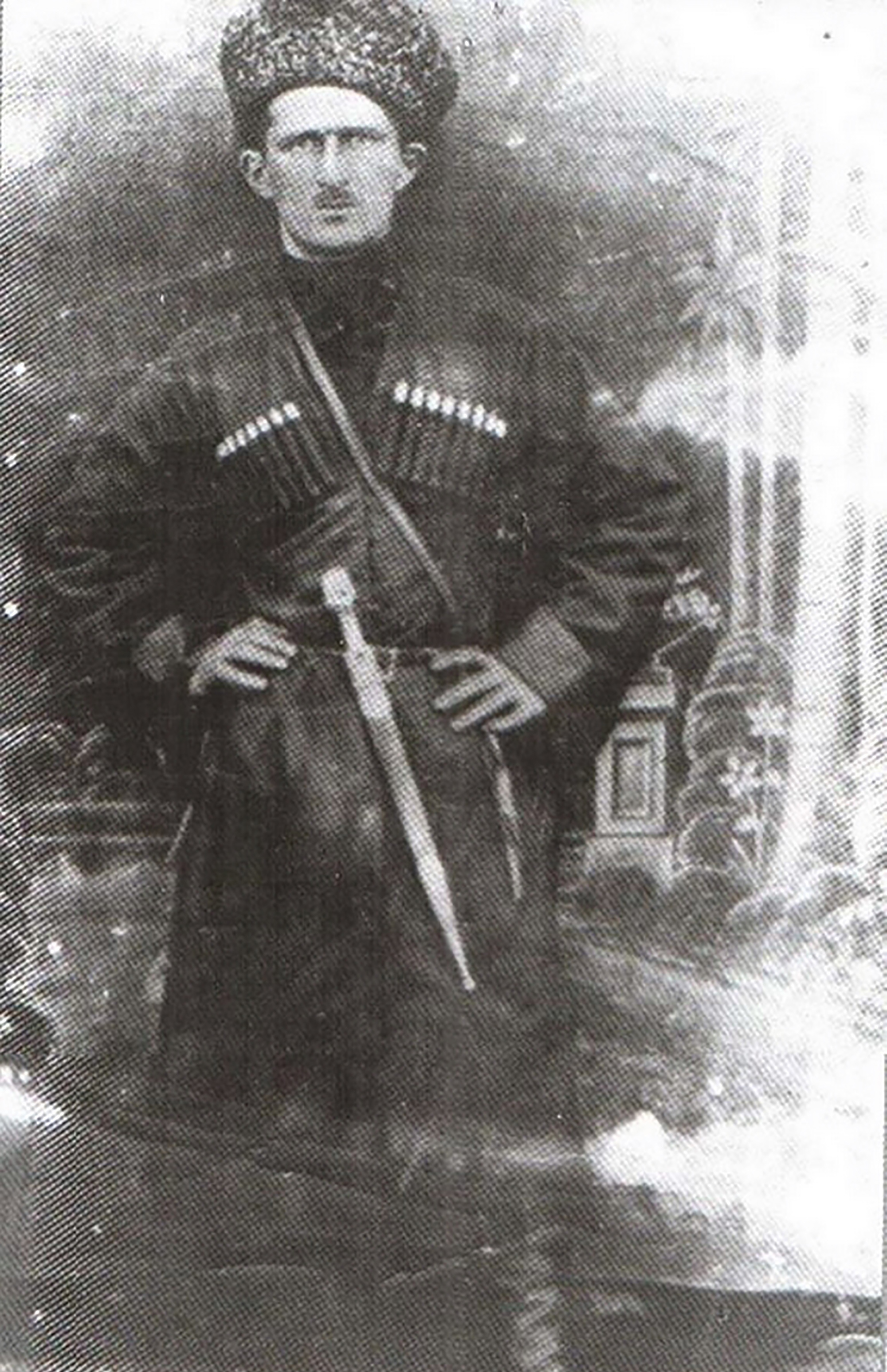
Ирбайхан Бейбулатов.

Ирбайха́н Адылха́нович (Адельха́нович) Байбула́тов (Бейбула́тов) (март 1912 года, селение Османюрт, Терская область, Российская империя — 26 октября 1943 года, Мелитополь, Запорожская область, Украинская ССР, СССР) — советский офицер, участник Великой Отечественной войны, командир батальона 690-го стрелкового полка 126-й Горловской стрелковой дивизии 51-й армии 4-го Украинского фронта, Герой Советского Союза (1.11.1943), старший лейтенант.

## Биография
Родился в марте 1912 года в селении Османюрт в крестьянской семье. О его национальной принадлежности идут споры: в одних источниках его называют кумыком, что соответствует официальным документам, в других — чеченцем. Причина разнобоя в том, что в 1942 году был издан приказ о ненаграждении чеченцев и ингушей, и поэтому для поощрения отличившихся вайнахов командиры записывали их под другими национальностями. В книге «Посемейный списокъ селенія Осман-юрт „2“ участка Хасавъ-Юртовъского округа Терской области. № 22. Составленъ въ 1886 году» семья Ирбайхана указана как чеченская.
В 1938 году окончил Грозненское педагогическое училище, после чего работал директором школы в родном селе. В 1941 году был призван в Красную Армию. В 1942 году окончил Буйнакское пехотное училище.
В боях в районе станицы Пролетарской командир роты Байбулатов получил тяжёлое ранение. Был признан погибшим и награждён орденом Красной Звезды. На родину была отправлена похоронка. Но он выжил и вернулся на фронт в свою часть.
Особо отличился командир 1-го стрелкового батальона Байбулатов осенью 1943 года в ожесточённых боях за город Мелитополь. С 19 по 23 октября батальон под командованием Байбулатова, одним из первых ворвавшись в город, вёл уличные бои, выбив противника из центральной части города. Бойцами батальона было подавлено более сотни огневых точек, уничтожено 7 танков и около тысячи единиц живой силы противника. Командир батальона лично подбил два танка и уничтожил более двадцати немецких солдат и офицеров. 26 октября 1943 года Ирбайхан Байбулатов погиб в бою.

Указом Президиума Верховного Совета СССР от 1 ноября 1943 года
за образцовое выполнение боевых заданий Командования по прорыву сильно укрепленной полосы немцев и освобождению города Мелитополь и проявленные при этом отвагу и геройство

 старшему лейтенанту Байбулатову Ирбайхану Адылхановичу посмертно присвоено звание Героя Советского Союза.

Прощаясь с матерью, комсомолец Ирбайхан сказал: «Мать, в нашем доме не остается мужчин. все мы уходим на войну. Я знаю, трудно в доме без мужчины... Но имею ли я право остаться с тобою? Посмотри мне в глаза, мать, и скажи: будешь ли ты любить сына, который в час такой опасности домашний очаг поставит выше счастья народа? Я знаю, мать, - продолжал Ирбайхан, я знаю, что ты согласишься скорее видеть меня мертвым на поле боя, чем живым, спрятавшимся от сражений...» И мать в ответ сыну сказала: «Ты уходишь на войну, оставляешь мне гордость, а не слезы...»— Филькин В.И. Патриотизм трудящихся Чечено-Ингушской АССР в период Великой Отечественной войны. 1989.

## Награды
- Медаль «Золотая Звезда» Героя Советского Союза
- Орден Ленина
- Орден Красной Звезды

## Память

Барельеф Ирбайхана Бейбулатова в Мемориальном комплексе в Грозном

- Байбулатов похоронен в городе Мелитополе в братской могиле на площади Кирова.
- Его именем названы Османюртская средняя школа, улицы в Грозном, Махачкале и Мелитополе.
- Его именем названа улица в селе Адильотар Хасавюртовского района Республики Дагестан.
- В 2010 году в Грозном открыт мемориальный комплекс «Аллея Славы», где установлены барельеф и памятная доска в честь Героя.
- В Мелитопольской гимназии № 5 (расположенной на улице Байбулатова, недалеко от могилы героя) в 2007 году был создан музей Байбулатова[14].
- В 1982 году на здании Грозненского педагогического училища (ул. Ляпидевского, 9) установили мемориальную доску[15]:

Их имена бессмертны. Герои Советского Союза Ирбайхан Адельханович Бейбулатов, Хаваджи Магомед-Мирзоев. Выпускники Грозненского педагогического училища.